# Pseudosmittia restricta
Pseudosmittia restricta är en tvåvingeart som beskrevs av Lars Zakarias Brundin 1956. Pseudosmittia restricta ingår i släktet Pseudosmittia och familjen fjädermyggor. Arten är reproducerande i Sverige. Inga underarter finns listade i Catalogue of Life.